# Sea Lion Glacier
Sea Lion Glacier är en glaciär i Antarktis. Den ligger i Sydshetlandsöarna. Argentina, Chile och Storbritannien gör anspråk på området. Sea Lion Glacier ligger 73 meter över havet. Den ligger vid sjöarna  Sea Lion Tarn och Grand Lagoon.
Terrängen runt Sea Lion Glacier är varierad. Havet är nära Sea Lion Glacier åt sydväst. Trakten är glest befolkad. Närmaste befolkade plats är St. Kliment Ohridski Base, 1,7 kilometer nordost om Sea Lion Glacier. 